# Nebojša Borozan
Nebojša Borozan (Split, 1922. — Ruduša kod Sinja, 24. kolovoza 1941.), hrvatski pripadnik pokreta otpora u Drugome svjetskom ratu

## Životopis
Rodio se je u Splitu. Fizički snažan, radio je kao betunjerski manoval. Živio je u očuhovoj kući u Velom Varošu, skupa s braćom Feđom i Braslavom, sestrom Sekom, polubratom Ivicom Jelaskom i materom Zorom.
Pripadnik Prvoga splitskog partizanskog odreda. Preživio je okršaj kod Košuta 14. kolovoza 1942., ali je zarobljen. Sproveden je sa suborcima u improvizirani zatvor u Sinju podno litica Kamička. Sa suborcima je punih 12 dana i noći boravio ondje, gdje su bili vezani lancima, ispitivani i tučeni od ustaša, batinaša, zlostavljani, tučeni motkama, drvenim i željeznim štapovima, pendrecima, čizmama i šakama. Za potrebe suđenja u Sinj je došao specijalni sud iz Mostara. Nakon kratkog suđenja proglašen je sa skupinom suboraca krivim i osuđen na smrt. Mati se je onesvijestila dok mu je nazočila suđenju u Sinju. Pod injekcijama su ju doveli u Split i danima se nije budila. Strijeljan je 26. kolovoza 1941. godine na predjelu Ruduši pored Sinja.
U Splitu se je po Nebojši Borozanu i bratu Feđi bila zvala jedna ulica, braće Borozan.
Ime mu je uklesano u Spomeniku u Ruduši kod Sinja.